# Unterweirachhof

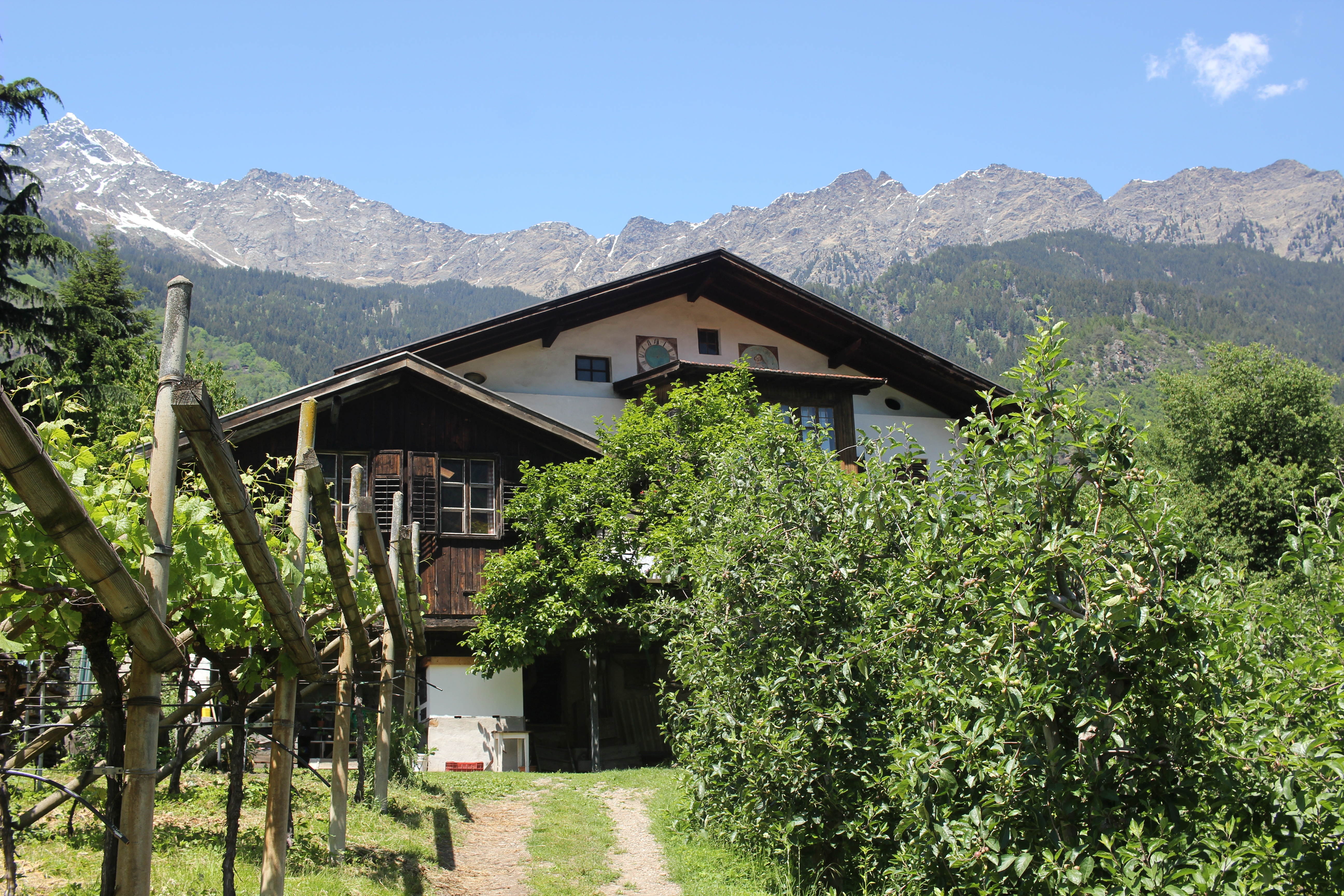
Unterweirach in Partschins

Der Unterweirachhof  ist ein denkmalgeschützter Hof in Partschins.
Erstmals erwähnt wurde er 1344 als hof auf dem niedern Weidach, 1552 schien er als Unterweidach, 1900 als Unterweirauch, 1909 als Unterweirach auf.
1809 wurde der Hof von französischen Truppen niedergebrannt und in der Folge neu aufgebaut.
Die vom Brand zerstörte „alte hainische Rebe“ trieb in der Folge wieder neu aus und wurde 1979 unter Naturdenkmalschutz gestellt.
Zu Beginn des 19. Jahrhunderts war  Thomas  Gamper,  Anwalt von Partschins (1807–1809), Besitzer des Hofes. 1853 war Josef Rapp der Besitzer, 1907 kaufte die Stadtgemeinde Meran den Hof. Seit 1912 ist der Hof im Besitz der Familie Schönweger, die ihn auch bewirtschaftet. 1976 wurde die Buschenschänke eröffnet, die bis heute Bestand hat.